# Paratanytarsus niloticus
Paratanytarsus niloticus är en tvåvingeart som först beskrevs av Jean-Jacques Kieffer 1923.  Paratanytarsus niloticus ingår i släktet Paratanytarsus och familjen fjädermyggor.
Artens utbredningsområde är Sudan. Inga underarter finns listade i Catalogue of Life.